# Gösta Callmer
Hans Gösta Werner Callmer, född den 17 augusti 1898 i Malmö, död den 7 augusti 1984 i Stockholm, var en svensk militär. Han var bror till Werna Callmer.

## Biografi
Callmer blev fänrik vid Bohusläns regemente 1919 och löjtnant där 1924. Han blev kapten vid Intendenturkåren 1931 och övergick som sådan till flygvapnet 1938. Callmer befordrades till major 1940, till överstelöjtnant 1941 och till överste 1948. Han var chef för Första intendenturkompaniet 1937–1939, lärare vid Flygkrigshögskolan 1941–1949 och chef för Flygförvaltningens intendenturavdelning 1950–1958. Callmer var kassaförvaltare i Sveriges militära idrottsförbund 1937–1938 och ordförande för Kungafonden Med folket för fosterlandet 1958–1980. Han vilar på Gamla kyrkogården i Malmö.

## Utmärkelser
- Riddare av första klassen av Kungliga Svärdsorden, 1940
- Riddare av första klassen av Kungliga Vasaorden, 1947
- Kommendör av Kungliga Svärdsorden, 1952